# François Dulysse
François André Dulysse (Lexington, 13 aprile 1999) è un calciatore statunitense naturalizzato haitiano, difensore dell'Hapoel Hadera e della nazionale haitiana.

## Caratteristiche tecniche
È un difensore centrale.

## Carriera

### Club
Dopo aver giocato a calcio a livello collegiale con UCF Knights, Manhattan Jespers, Portland Timbers U23 e Treasure Coast Tritons, il 9 dicembre 2020 firma il suo primo contratto professionistico con il N.E. Revolution II in vista dell'anno seguente.
Debutta il 10 aprile 2021 in occasione dell'incontro di USL League One vinto 1-0 contro il Fort Lauderdale.

### Nazionale
Ha giocato nelle nazionali giovanili haitiane Under-20 ed Under-23.
Nel 2021 viene convocato dalla nazionale maggiore haitiana in vista della CONCACAF Gold Cup 2021; debutta il 16 luglio subentrando nella ripresa dell'incontro perso 4-1 contro il Canada.
Nel 2025 ha partecipato per la seconda volta in carriera alla CONCACAF Gold Cup.

## Statistiche

### Cronologia presenze e reti in nazionale
| Cronologia completa delle presenze e delle reti in nazionale ― Haiti | Cronologia completa delle presenze e delle reti in nazionale ― Haiti | Cronologia completa delle presenze e delle reti in nazionale ― Haiti | Cronologia completa delle presenze e delle reti in nazionale ― Haiti | Cronologia completa delle presenze e delle reti in nazionale ― Haiti | Cronologia completa delle presenze e delle reti in nazionale ― Haiti | Cronologia completa delle presenze e delle reti in nazionale ― Haiti | Cronologia completa delle presenze e delle reti in nazionale ― Haiti |
| Data                                                                 | Città                                                                | In casa                                                              | Risultato                                                            | Ospiti                                                               | Competizione                                                         | Reti                                                                 | Note                                                                 |
| -------------------------------------------------------------------- | -------------------------------------------------------------------- | -------------------------------------------------------------------- | -------------------------------------------------------------------- | -------------------------------------------------------------------- | -------------------------------------------------------------------- | -------------------------------------------------------------------- | -------------------------------------------------------------------- |
| 16-7-2021                                                            | Kansas City                                                          | Haiti                                                                | 1 – 4                                                                | Canada                                                               | Gold Cup 2021 - 1º turno                                             | -                                                                    | 78’                                                                  |
| 10-6-2025                                                            | Oranjestad                                                           | Haiti                                                                | 1 – 5                                                                | Curaçao                                                              | Qual. Mondiali 2026                                                  | -                                                                    | 90’                                                                  |
| Totale                                                               |                                                                      | Presenze                                                             | 2                                                                    |                                                                      | Reti                                                                 | 0                                                                    |                                                                      |

## Palmarès

### Club

#### Competizioni nazionali
- Campionato albanese: 1

Egnatia: 2023-2024
- Coppa d'Albania: 1

Egnatia: 2023-2024
- Supercoppa d'Albania: 1

Egnatia: 2024